# Атанас Голомеев
Атанас Иванов Голомеев е български баскетболист и треньор. Смятан за един от най-добрите европейски баскетболисти, Голомеев е включен в списъка „50 най-велики играчи на ФИБА“ през 1991 г. и в Залата на славата на ФИБА през 2019 г.

## Биография
Роден е на 5 юли 1947 година в София. Започва да тренира баскетбол в „Спартак“. Първото си участие в националния отбор записва на 17-годишна възраст.
В периода 1969 – 1974 следва във Висшия икономически институт „Карл Маркс“ в София (днес УНСС). Докато следва, се състезава за „Академик“, а след това играе в „Левски-Спартак“. През сезон 1985/1986 г. е треньор на „Левски-Спартак" и извежда отбора до спечелване на шампионската титла.
За период от 3 години (1991 – 1993) е начело на Българската федерация по баскетбол.
Умира на 12 август 2023 г.

## Клубна кариера
Юноша е на „Спартак" София, като дебютира за тима през сезон 1962/1963 г. През 1965 г. става най-добър реализатор на финалите за юноши в Силистра. През 1965 г. преминава в „ЦСКА Червено знаме" и през 1967 г. става шампион на страната. През 1968/69 г. играе за колежанския отбор МакГил Редмен, като записва 24 мача, вкарва средно по 37.5 точки на мач, а рекордът му в един двубой е 57 точки. По това време няколко тима от НБА проявяват интерес към него, но българската федерация дори не обмисля подобен ход, тъй като професионален контракт би означавал край на кариерата му в националния отбор.
През 1969 г. се завръща в България, играейки за „Академик" по време на следването си в университета. Печели четири поредни шампионски титли (1970, 1971, 1972, 1973) със „студентите“. От 1974 до 1981 г. е състезател на „Левски-Спартак". Шампион на България през 1978, 1979 и 1981 г. След това два сезона е състезател и играещ треньор на Гюлей Санай в Адана, Турция. Слага край на кариерата си след още един сезон в „Левски".
През 1987 г. е организиран бенефис в чест на Голомеев: „Звезди на ФИБА“ срещу българския национален отбор в зала „Универсиада“. Гости са звезди на европейския баскетбол като Никос Галис и Дражен Петрович.

## Национален отбор
Първият голям турнир, на който участва с националния обор, е Евробаскет в Неапол през 1969 г., където България се класира на 7-о място. Следват две шести места на Евробаскет през 1971 и 1973 г. През 1973 г. става най-добър реализатор на първенството, обявен за най-добър център и в идеалната петица. Избран в десетката на най-добрите спортисти на България. През 1975 г. и 1977 г. отново печели приза „Най-добър реализатор“ на европейското първенство и избран е в идеалната петорка на континента.
Има трето място с националния отбор на турнира за световната купа в Богота, Колумбия през 1974 г.